# Останній день свободи
«Останній день свободи» (англ. Last Day of Freedom) — американський анімаційний документальний короткометражний фільм, знятий Ді Гіббертом-Джонсом і Номі Телісмен. Стрічка є однією із десяти з-поміж 74 заявлених, що увійшли до шортлиста премії «Оскар-2016» у номінації «найкращий документальний короткометражний фільм». Фільм розповідає про чоловіка, який вирішує підтримати свого брата, ветерана війни, не дивлячись на його кримінальну справу, расизм і страту.

## Визнання
| Нагороди та номінації фільму «Останній день свободи» | Нагороди та номінації фільму «Останній день свободи»   | Нагороди та номінації фільму «Останній день свободи» | Нагороди та номінації фільму «Останній день свободи» | Нагороди та номінації фільму «Останній день свободи» | Нагороди та номінації фільму «Останній день свободи» |
| Рік                                                  | Кінопремія / Кінофестиваль                             | Категорія / Нагорода                                 | Номінант                                             | Результат                                            | Дж                                                   |
| ---------------------------------------------------- | ------------------------------------------------------ | ---------------------------------------------------- | ---------------------------------------------------- | ---------------------------------------------------- | ---------------------------------------------------- |
| 2015                                                 | Кінофестиваль Tallgrass                                | Найкращий документальний короткометражний фільм      | «Останній день свободи»                              | Перемога                                             |                                                      |
| 2015                                                 | Документальний кінофестиваль Full Frame                | Найкращий короткометражний фільм                     | «Останній день свободи»                              | Перемога                                             |                                                      |
| 2015                                                 | Документальний кінофестиваль Full Frame                | Нагорода Center for Documentary Studies Filmmaker    | «Останній день свободи»                              | Перемога                                             |                                                      |
| 2015                                                 | Гемптонський міжнародний кінофестиваль                 | Найкращий документальний короткометражний фільм      | «Останній день свободи»                              | Перемога                                             |                                                      |
| 2015                                                 | Міжнародний фестиваль документального кіно DOK Leipzig | Найкращий анімаційний короткометражний фільм         | «Останній день свободи»                              | Спеціальна згадка                                    |                                                      |
| 2015                                                 | Бар-Гарборський документальний кінофестиваль           | Найкращий анімаційний короткометражний фільм         | «Останній день свободи»                              | Перемога                                             |                                                      |
| 2015                                                 | Документальний кінофестиваль Сан-Франциско             | Приз аудиторії за найкращий короткометражний фільм   | «Останній день свободи»                              | Перемога                                             |                                                      |
| 2015                                                 | Кінофестиваль (In)Justice for All                      | Нагорода Justice Impact                              | «Останній день свободи»                              | Перемога                                             |                                                      |
| 2015                                                 | Міжнародна асоціація документального кіно              | Найкращий короткометражний фільм                     | «Останній день свободи»                              | Номінація                                            |                                                      |
| 2016                                                 | 88-а церемонія вручення нагороди «Оскар»               | Найкращий документальний короткометражний фільм      | «Останній день свободи»                              | Номінація                                            | [ 2 ]                                                |